# Rouville (Seine-Maritime)
Rouville ist eine französische Gemeinde mit 612 Einwohnern (Stand: 1. Januar 2022) im Département Seine-Maritime in der Region Normandie. Die Gemeinde gehört zum Arrondissement Le Havre und zum Kanton Bolbec. Die Einwohner werden Rouvillais genannt.

## Geografie
Rouville ist eine Landgemeinde im Pays de Caux und liegt etwa 31 Kilometer ostnordöstlich von Le Havre. Umgeben wird Rouville von den Nachbargemeinden Tocqueville-les-Murs im Norden, Hattenville im Nordosten, Yébleron im Osten, Raffetot im Südosten, Nointot im Süden und Südwesten, Bernières im Westen sowie Saint-Maclou-la-Brière im Nordwesten.
Durch den Süden der Gemeinde führt die Autoroute A29. 
| Bevölkerungsentwicklung   | Bevölkerungsentwicklung | Bevölkerungsentwicklung | Bevölkerungsentwicklung | Bevölkerungsentwicklung | Bevölkerungsentwicklung | Bevölkerungsentwicklung | Bevölkerungsentwicklung | Bevölkerungsentwicklung |
| ------------------------- | ----------------------- | ----------------------- | ----------------------- | ----------------------- | ----------------------- | ----------------------- | ----------------------- | ----------------------- |
| Jahr                      | 1962                    | 1968                    | 1975                    | 1982                    | 1990                    | 1999                    | 2006                    | 2013                    |
| Einwohner                 | 445                     | 377                     | 358                     | 392                     | 471                     | 508                     | 548                     | 628                     |
| Quelle: Cassini und INSEE |                         |                         |                         |                         |                         |                         |                         |                         |

## Sehenswürdigkeiten
- Kirche Saint-Hèrmes aus dem 11. Jahrhundert
- Kirche Saint-Pierre aus dem 11. Jahrhundert
- Kapelle Notre-Dame in Bielleville
- Herrenhaus, errichtet 1602